# Final de la Copa Chile 2015

El Estadio La Portada de La Serena, fue el escenario de la "Final Soñada" de la Copa Chile MTS 2015, entre los 2 clubes más importantes de Chile, Colo-Colo y Universidad de Chile (el denominado superclásico del fútbol chileno).

La final de la Copa Chile MTS 2015 fue disputada el miércoles 2 de diciembre de 2015, en el Estadio La Portada de la ciudad de La Serena, siendo protagonizada por los 2 clubes más importantes de Chile, Colo-Colo y Universidad de Chile (el denominado superclásico del fútbol chileno), que clasificaron al partido decisivo del certamen,  tras vencer a Unión Española y Universidad de Concepción, respectivamente en las 2 llaves de semifinales. Como dato interesante, Colo Colo llegó a la final de la Copa Chile MTS por última vez en 1996, cuya final la ganó venciendo a Rangers y es el equipo más goleador de la presente edición del certamen, con 28 goles a favor y 12 en contra. Por su parte, su archirrival la Universidad de Chile, no llega a la final del torneo, desde la edición 2012-13, cuando derrotó por 2-1 a la  Universidad Católica, en aquella final a partido único, que se disputó en Temuco .
Cabe destacar además, que las casas de apuestas, entregaban un amplio favoritismo al cuadro albo, ya que tenía chances de conseguir tanto la Copa Chile MTS 2015, como el Torneo de Apertura Scotiabank 2015, donde Colo Colo es el puntero y su archirrival la Universidad de Chile, se encuentra en la parte baja de la tabla de posiciones, del último torneo mencionado.

## Camino a la final

### Colo-Colo
| Fecha                                                                                              | Fase                   | Estadio                 | Local           | Resultado | Visitante       |
| -------------------------------------------------------------------------------------------------- | ---------------------- | ----------------------- | --------------- | --------- | --------------- |
| 8 de julio                                                                                         | Fase de grupos Grupo 7 | CAP, Talcahuano         | Huachipato      | 1 – 0     | Colo-Colo       |
| 11 de julio                                                                                        | Fase de grupos Grupo 7 | Monumental, Santiago    | Colo-Colo       | 4 – 2     | Ñublense        |
| 16 de julio                                                                                        | Fase de grupos Grupo 7 | Monumental, Santiago    | Colo-Colo       | 3 – 1     | Dep. Concepción |
| 19 de julio                                                                                        | Fase de grupos Grupo 7 | CAP, Talcahuano         | Dep. Concepción | 1 – 3     | Colo-Colo       |
| 30 de julio                                                                                        | Fase de grupos Grupo 7 | Monumental, Santiago    | Colo-Colo       | 1 – 1     | Huachipato      |
| 2 de agosto                                                                                        | Fase de grupos Grupo 7 | Nelson Oyarzún, Chillán | Ñublense        | 0 – 5     | Colo-Colo       |
| Colo-Colo se clasificó a octavos quedando primero en su grupo con 13 puntos.                       |                        |                         |                 |           |                 |
| 2 de septiembre                                                                                    | Octavos de final       | La Portada, La Serena   | Coquimbo Unido  | 1 – 1     | Colo-Colo       |
| 8 de septiembre                                                                                    | Octavos de final       | Monumental, Santiago    | Colo-Colo       | 3 – 0     | Coquimbo Unido  |
| Colo-Colo se clasificó a cuartos con un global de 4–1.                                             |                        |                         |                 |           |                 |
| 14 de octubre                                                                                      | Cuartos de final       | El Cobre, El Salvador   | Dep. Copiapó    | 2 – 3     | Colo-Colo       |
| 22 de octubre                                                                                      | Cuartos de final       | Monumental, Santiago    | Colo-Colo       | 2 – 2     | Dep. Copiapó    |
| Colo-Colo se clasificó a semifinales con un global de 5–4.                                         |                        |                         |                 |           |                 |
| 4 de noviembre                                                                                     | Semifinal              | Monumental, Santiago    | Colo-Colo       | 2 – 1     | Unión Española  |
| 25 de noviembre                                                                                    | Semifinal              | Santa Laura, Santiago   | Unión Española  | 2 – 1     | Colo-Colo       |
| Tras un global de 3–3, Colo-Colo se clasificó a la final venciendo por 5–4 en la tanda de penales. |                        |                         |                 |           |                 |

### Universidad de Chile
| Fecha                                                                                   | Fase                   | Estadio                     | Local            | Resultado | Visitante        |
| --------------------------------------------------------------------------------------- | ---------------------- | --------------------------- | ---------------- | --------- | ---------------- |
| 9 de julio                                                                              | Fase de grupos Grupo 6 | Nacional, Santiago          | U. de Chile      | 1 – 0     | Curicó Unido     |
| 12 de julio                                                                             | Fase de grupos Grupo 6 | El Teniente, Rancagua       | O'Higgins        | 2 – 3     | U. de Chile      |
| 16 de julio (s)                                                                         | Fase de grupos Grupo 6 | Fiscal, Talca               | Rangers          | 0 – 3     | U. de Chile      |
| 19 de julio                                                                             | Fase de grupos Grupo 6 | Nacional, Santiago          | U. de Chile      | 2 – 2     | O'Higgins        |
| 29 de julio                                                                             | Fase de grupos Grupo 6 | La Granja, Curicó           | Curicó Unido     | 3 – 4     | U. de Chile      |
| 1 de agosto                                                                             | Fase de grupos Grupo 6 | Nacional, Santiago          | U. de Chile      | 2 – 2     | Rangers          |
| Universidad de Chile se clasificó a octavos quedando primero en su grupo con 14 puntos. |                        |                             |                  |           |                  |
| 2 de septiembre                                                                         | Octavos de final       | Lucio Fariña, Quillota      | San Luis         | 3 – 1     | U. de Chile      |
| 9 de septiembre                                                                         | Octavos de final       | Nacional, Santiago          | U. de Chile      | 3 – 0     | San Luis         |
| Universidad de Chile se clasificó a cuartos con un global de 4–3.                       |                        |                             |                  |           |                  |
| 15 de octubre                                                                           | Cuartos de final       | Zorros del Desierto, Calama | Cobreloa         | 0 – 2     | U. de Chile      |
| 21 de octubre                                                                           | Cuartos de final       | Nacional, Santiago          | U. de Chile      | 3 – 0     | Cobreloa         |
| Universidad de Chile se clasificó a semifinales con un global de 5–0.                   |                        |                             |                  |           |                  |
| 4 de noviembre                                                                          | Semifinal              | CAP, Talcahuano             | U. de Concepción | 0 – 1     | U. de Chile      |
| 19 de noviembre                                                                         | Semifinal              | Nacional, Santiago          | U. de Chile      | 2 – 0     | U. de Concepción |
| Universidad de Chile se clasificó a la final con un global de 3–0.                      |                        |                             |                  |           |                  |

(s): Partido suspendido durante el descanso por disturbios en la barra de Universidad de Chile. El marcador favorecía a la visita por 2 goles a 0. Se terminó de jugar el 5 de agosto sin público.

## Ficha
| 2 de diciembre de 2015, 20:00 | Universidad de Chile                               | 1:1 (1:0) (5:3 p.)         | Colo-Colo                             | La Portada, La Serena                                      |                                                            |
|                               | Corujo 25'                                         | Reporte                    | Figueroa 90+2'                        | Asistencia: 11,222 espectadores Árbitro(s): Julio Bascuñán | Asistencia: 11,222 espectadores Árbitro(s): Julio Bascuñán |
|                               |                                                    | Tiros desde el punto penal |                                       |                                                            |                                                            |
|                               | Valencia · Espinoza · Rodríguez · Corujo · Herrera |                            | Valdés · Rodríguez · Barroso · Fierro |                                                            |                                                            |

| 25         | Guardameta     | Johnny Herrera         |     |
| 16         | Defensa        | Matías Rodríguez       |     |
| 4          | Defensa        | Osvaldo González       |     |
| 3          | Defensa        | José Rojas             |     |
| 14         | Defensa        | Paulo Magalhães        |     |
| 5          | Centrocampista | Mathías Corujo         |     |
| 24         | Centrocampista | Ricardo Guzmán Pereira |     |
| 22         | Centrocampista | Gustavo Lorenzetti     | 67' |
| 15         | Centrocampista | Leonardo Valencia      |     |
| 8          | Delantero      | Patricio Rubio         | 76' |
| 9          | Delantero      | Luis Felipe Pinilla    | 46' |
| Entrenador | Entrenador     | Martín Lasarte         |     |

| 1          | Guardameta     | Justo Villar       |     |
| 11         | Defensa        | Gonzalo Fierro     |     |
| 5          | Defensa        | Julio Barroso      |     |
| 4          | Defensa        | Leonardo Cáceres   |     |
| 27         | Defensa        | Cristián Gutiérrez | 59' |
| 8          | Centrocampista | Esteban Pavez      |     |
| 14         | Centrocampista | Martín Rodríguez   |     |
| 10         | Centrocampista | Emiliano Vecchio   | 65' |
| 15         | Delantero      | Jean Beausejour    |     |
| 18         | Delantero      | Andrés Vilches     | 71' |
| 7          | Delantero      | Esteban Paredes    |     |
| Entrenador | Entrenador     | José Luis Sierra   |     |

| 11 | Delantero      | Sebastián Ubilla | 46' |
| 21 | Centrocampista | Gonzalo Espinoza | 67' |
| 27 | Delantero      | Leandro Benegas  | 76' |

| 9  | Centrocampista | Luis Pedro Figueroa | 59' |
| 20 | Centrocampista | Jaime Valdés        | 65' |
| 22 | Delantero      | Juan Delgado        | 71' |

| Anotado | 25' | Mathías Corujo | 1 - 0 |

| Anotado | 90+2' | Luis Pedro Figueroa | 1 - 1 |

| Leonardo Valencia | Acierto de penal | 1 : 0 |                          |                  |
|                   |                  | 1 : 1 | Acierto de penal         | Jaime Valdés     |
|                   |                  |       |                          |                  |
| Gonzalo Espinoza  | Acierto de penal | 2 : 1 |                          |                  |
|                   |                  | 2 : 1 | Fallo de penal (Arquero) | Martín Rodríguez |
| Matías Rodríguez  | Acierto de penal | 3 : 1 |                          |                  |
|                   |                  | 3 : 2 | Acierto de penal         | Julio Barroso    |
| Mathías Corujo    | Acierto de penal | 4 : 2 |                          |                  |
|                   |                  | 4 : 3 | Acierto de penal         | Gonzalo Fierro   |
| Johnny Herrera    | Acierto de penal | 5 : 3 |                          |                  |
|                   |                  |       |                          |                  |

| Amonestado | 13' | Paulo Magalhães  |  |
| Amonestado | 88' | Gonzalo Espinoza |  |

| Amonestado | 32' | Julio Barroso    |  |
| Amonestado | 32' | Esteban Paredes  |  |
| Amonestado | 76' | Leonardo Cáceres |  |

| Árbitro             | Julio Bascuñán |
| Árbitros asistentes | Carlos Astroza |
| Árbitros asistentes | Claudio Ríos   |
| Cuarto árbitro      | Jorge Osorio   |

| 25         | Guardameta     | Johnny Herrera         |     |
| 16         | Defensa        | Matías Rodríguez       |     |
| 4          | Defensa        | Osvaldo González       |     |
| 3          | Defensa        | José Rojas             |     |
| 14         | Defensa        | Paulo Magalhães        |     |
| 5          | Centrocampista | Mathías Corujo         |     |
| 24         | Centrocampista | Ricardo Guzmán Pereira |     |
| 22         | Centrocampista | Gustavo Lorenzetti     | 67' |
| 15         | Centrocampista | Leonardo Valencia      |     |
| 8          | Delantero      | Patricio Rubio         | 76' |
| 9          | Delantero      | Luis Felipe Pinilla    | 46' |
| Entrenador | Entrenador     | Martín Lasarte         |     |

| 1          | Guardameta     | Justo Villar       |     |
| 11         | Defensa        | Gonzalo Fierro     |     |
| 5          | Defensa        | Julio Barroso      |     |
| 4          | Defensa        | Leonardo Cáceres   |     |
| 27         | Defensa        | Cristián Gutiérrez | 59' |
| 8          | Centrocampista | Esteban Pavez      |     |
| 14         | Centrocampista | Martín Rodríguez   |     |
| 10         | Centrocampista | Emiliano Vecchio   | 65' |
| 15         | Delantero      | Jean Beausejour    |     |
| 18         | Delantero      | Andrés Vilches     | 71' |
| 7          | Delantero      | Esteban Paredes    |     |
| Entrenador | Entrenador     | José Luis Sierra   |     |

| 11 | Delantero      | Sebastián Ubilla | 46' |
| 21 | Centrocampista | Gonzalo Espinoza | 67' |
| 27 | Delantero      | Leandro Benegas  | 76' |

| 9  | Centrocampista | Luis Pedro Figueroa | 59' |
| 20 | Centrocampista | Jaime Valdés        | 65' |
| 22 | Delantero      | Juan Delgado        | 71' |

| Anotado | 25' | Mathías Corujo | 1 - 0 |

| Anotado | 90+2' | Luis Pedro Figueroa | 1 - 1 |

| Leonardo Valencia | Acierto de penal | 1 : 0 |                          |                  |
|                   |                  | 1 : 1 | Acierto de penal         | Jaime Valdés     |
|                   |                  |       |                          |                  |
| Gonzalo Espinoza  | Acierto de penal | 2 : 1 |                          |                  |
|                   |                  | 2 : 1 | Fallo de penal (Arquero) | Martín Rodríguez |
| Matías Rodríguez  | Acierto de penal | 3 : 1 |                          |                  |
|                   |                  | 3 : 2 | Acierto de penal         | Julio Barroso    |
| Mathías Corujo    | Acierto de penal | 4 : 2 |                          |                  |
|                   |                  | 4 : 3 | Acierto de penal         | Gonzalo Fierro   |
| Johnny Herrera    | Acierto de penal | 5 : 3 |                          |                  |
|                   |                  |       |                          |                  |

| Amonestado | 13' | Paulo Magalhães  |  |
| Amonestado | 88' | Gonzalo Espinoza |  |

| Amonestado | 32' | Julio Barroso    |  |
| Amonestado | 32' | Esteban Paredes  |  |
| Amonestado | 76' | Leonardo Cáceres |  |

| Árbitro             | Julio Bascuñán |
| Árbitros asistentes | Carlos Astroza |
| Árbitros asistentes | Claudio Ríos   |
| Cuarto árbitro      | Jorge Osorio   |

## Campeón
| Copa Chile           |
| Campeón              |
|                      |
| Universidad de Chile |
| 5.º título           |